# Sollicitudo omnium Ecclesiarum (papeška bula)
Sollicitudo omnium ecclesiarum je papeška bula, ki jo je napisal papež Pij VII. 7. avgusta 1814.
S to bulo je papež ponovno ustanovil Družbo Jezusovo.